# 中国航空无线电电子研究所
中国航空无线电电子研究所又稱航空工业上电所、上电所、615所，隸屬於中国航空工业集团，是中華人民共和國一家航空电子系統主承包商。它也是航空无线电技术委员会国际会员单位。

## 歷史
1957年夏，上電所成立於上海市泰兴路一条小弄堂里。當時是一家从事无线电电子技术应用研究的研究机构，後來參與研制歼8、歼10、歼20等飛機的显示控制子系统和数据传输设备。後來上电所搬到上海漕河泾新兴技术开发区。
2018年12月28日，牵头成立机载座舱系统事业部。

## 研究领域
设有航空电子综合技术与体系集成全国重点实验室等研究机构。

## 产品与服务
- 歼-36航电系统
- 歼-20航电系统
- 歼-35航电系统

## 历任所长
- 李辉鳌
- 吴铭望
- 王金岩
- 王志松